# Нагамуту, Мозес
Мозес Вирасамми Нагамуту (англ. Moses Veerasammy Nagamootoo; род. 30 ноября 1947) — премьер-министр Гайаны с 20 мая 2015 по 1 августа 2020 года.

## Биография
Выходец из семьи тамильских иммигрантов. В возрасте 17 лет вступил в Народную прогрессивную партию, на выборах 1992 года, принёсших ей победу, был избран в Национальную ассамблею и занял посты министра информации и местного самоуправления. Занимал эти посты в нескольких кабинетах поочерёдно, но в 2000 году ушёл в отставку, сохранив за собой депутатский мандат. В 2008 году неудачно баллотировался на пост лидера НПП, а после провала попытки выдвинуться в 2011 году кандидатом от НПП в президенты вышел из неё и вступил в оппозиционный Альянс за перемены. В 2015 году эта партия одержала победу на парламентских выборах, а занявший пост президента её лидер Дэвид Грейнджер назначил Нагамуту премьер-министром и первым вице-президентом страны.